# حروب ماراثا ومغول الهند
اندلعت حروب مغول الهند وماراثا، والتي تسمى أيضاً حروب استقلال ماراثا، بين إمبراطورية ماراثا وسلطنة مغول الهند من عام 1680 إلى عام 1707. بدأت حروب ديكان في عام 1680 مع غزو سلطان مغول الهند أورنكزيب لأطراف إمبراطورية مارثا في بيجابور والتي أسسها تشاتراباتي شيفاجي. هزمت إمبراطورية مارثا مغول الهند بعد وفاة أورنكزيب في دلهي وبوبال، ووسعَّوا حدود إمبراطوريتهم حتى بانيبات في عام 1758.

## إمبراطورية مارثا تحت حكم سامبهاجي (1681-1689)
أُرسلت العديد من فرق مغول الهند في النصف الأول من عام 1681 لحصار حصون المارثا في غوجارات وماهاراشترا وكارناتاكا وماديا براديش. كان هذا الحصار بسبب توفير سامبهاجي المأوى لابن الإمبراطور المتمرد سلطان محمد أكبر، وهو الأمر الذي أغضب سلطان مغول الهند أورنكزيب، وبعد تسوية نزاعه مع عائلة موار المغولية، بدأ أورنكزيب حملته إلى هضبة ديكان لقهر إمبراطورية مارثا الناشئة، ووصل إلى اورانجاباد وجعلها المقر مغول الهند في ديكان وعاصمةً له. بلغ عدد جيوش مغول الهند في تلك المنطقة أكثر من نصف مليون مقاتل. لقد كانت حرباً غير متكافئة بجميع المقاييس، وبحلول نهاية عام 1681 كانت قوات مغول الهند قد فرضت حصاراً كاملاً على حصن رامسي. لكن الماراثا لم يستسلموا بسهولة، فقد استمرت المقاومة واستغرق مغول الهند سبع سنوات للاستيلاء على الحصن. هاجم سامبهاجي جانجيرا في ديسمبر 1681، لكن محاولته الأولى باءت بالفشل، رداً على ذلك هاجم حسين علي خان أحد جنرالات أورنكزيب شمال كونكان، فغادر سامبهاجي جانجيرا وهاجم حسين علي خان وأجبره على التراجع. حاول السلطان أورنكزيب توقيع صفقة مع البرتغاليين للسماح للسفن التجارية بالمرور في جوا، وهو الأمر الذي سمح له بفتح طريق إمداد آخر إلى هضبة ديكان عبر البحر، وعندما وصل هذا الخبر لسامبهاجي هاجم الأراضي البرتغالية وأجبر البرتغال على التراجع إلى ساحل الجوان، لكن نائب الملك كان قادراً على الدفاع عن مقر القيادة البرتغالية، وبحلول ذلك الوقت بدأ جيش مغول الهند الضخم بالتجمع على حدود ديكان، وكان من الواضح أن جنوب الهند سيشهد نزاعاً كبيراً وطويل الأمد.
انتقل أورنكزيب في أواخر عام 1683 إلى أحمد نغار، وقام بتقسيم قواته إلى قسمين تحت قيادة شاه علام وعزام شاه. هاجم شاه علام جنوب كونكان عبر حدود كارناتاكا بينما هاجم عزام شاه قنديش وإقليم مارثا الشمالي. أراد مغول الهند باستخدام إستراتيجية الكماشة هذه تطويق إمبراطورية الماراثا من الجنوب والشمال. جرت الأمور في البداية بشكل جيد، فقد عبر شاه علام نهر كريشنا ودخل بلجاوم، ثم دخل جاوا وتوجه شمالاً عبر كونكان، ولكن شاه علام تعرَّض لهجمات متزايدة من المارثا كلما ابتعد عن عاصمة مغول الهند، ونُهبت قوافل إمداده وعانت جيوشه من الجوع ونفاد المؤن، أخيراً أرسل أورنكزيب روح الله خان لإنقاذ شاه علام وإعادته إلى أحمد نغار، وهكذا فشلت المحاولة الأولى لتطبيق الكماشة.
أرسل الإمبراطور أورنكزيب جنراله شاه الدين خان بعد نهاية فترة الأمطار الموسمية في عام 1684 لمهاجمة عاصمة مارثا مباشرة، ثم أرسل خان جيهان لمساعدته، لكن هامبيراو موهيت القائد الأعلى لجيش مارثا هزمه بعد معركة حاسمة في باتادي. هاجمت الفرقة الثانية من جيش مارثا شاه الدين خان في بشاد، ما تسبب في خسائر فادحة في جيش مغول الهند. عاد الجنرال شاه علام ليهاجم جنوب الإمبراطورية في أوائل عام 1685 عبر طريق جوكاك داروار، لكن قوات سامبهاجي هاجمته بشكلٍ مستمر في الطريق واضطر في النهاية للاستسلام وفشلت الكماشة مرة أخرى، دفع ذلك الإمبراطور أورنكزيب لتغيير استراتيجيته في أبريل 1685، فخطط لتعزيز سلطته في الجنوب من خلال القيام بحملات عسكرية إلى الممالك المسلمة في جولكوندا وبيجابور، إذ كانت هذه الممالك حليفةً للمارثا. خرق مغول الهند معاهدة السلام مع كلتا المملكتين، واستولوا عليهما بحلول سبتمبر 1686. انتهزت إمبراطورية الماراثا هذه الفرصة، فشن سامبهاجي هجوماً على الساحل الشمالي واستولى على بهاروش، وانتصر على مغول الهند في أكثر من معركة، لكنه أُسر في النهاية في إحدى المعارك وقتل، وسجن أورنكزيب زوجته وابنه لمدة عشرين عاماً.

### إعدام سامبهاجي
بعد سيطرته على جولكوندا وبيجابور حول أورنكزيب انتباهه مرة أخرى إلى إمبراطورية المارثا، لكن محاولاته الأولى باءت بالفشل. دعا سامبهاجي قادته إلى اجتماع استراتيجي في سانجامشوار في كونكان في يناير 1688 لاتخاذ قرار بشأن المعركة النهائية للإطاحة بأورنكزيب وطرده من منطقة الدكن بالكامل، لكن سامبهاجي تعرّض للخيانة وهاجم جيش مغولي سانجامشوار بينما كان سامبهاجي لا يزال فيها دون حماية تُذكر. قاومت قوة صغيرة من المارثا جيش مغول الهند، وقبض على سامبهاجي في 1 فبراير 1689، وفشلت محاولة إنقاذه في 11 مارس. رفض سامبهاجي الخضوع لأورنكزيب، فأمر الأخير بقطع رأسه. يذكر المؤرخ جون ريتشاردز أن سامبهاجي أُعدم بسبب قتله واعتقاله للمسلمين، إذ حكم علماء سلطان مغول الهند على سامبهجي بالإعدام بسبب الفظائع التي ارتكبها.

### إمبراطورية المارثا في عهد الملك راجارام (1698-1700)
اعتقد سلطان مغول الهند أورنكزيب أنه قضى على مملكة المارثا بحلول نهاية عام 1689، لكن هذا كان خطأ فادحاً، فموت سامبهاجي لم يقضِ على المملكة بل جعلها أقوى، وجعل مهمة أورانكزيب مستحيلة. أصبح شقيق سامبهاجي الأصغر راجارام إمبراطور المارثا، وفي مارس 1690 شن المارثا بقيادة سانتاجي غوربادي الهجوم الأكثر جرأة على جيش مغول الهند، حتى أنهم وصلوا للخيمة التي ينام فيها أورنكزيب نفسه. كان أورنكزيب في مكان آخر وقت الهجوم، ولكن قوته الخاصة والعديد من حراسه الشخصيين قتلوا في الهجوم، ومع ذلك فقد حدثت خيانة جديدة في جيش المارثا، وألقي القبض على زوجة سامبهاجي وابنها شاهو الأول.
واصلت قوات مغول الهند الزحف جنوباً بقيادة ذو الفقار خان، وحاصر مغول الهند حصن بانهالا المنيع. صمد الحصن لفترة طويلة وألحق خسائر فادحة بجيش مغول الهند، حتى اضطر الإمبراطور أورنكزيب لمهاجمة الحصن بنفسه والاستيلاء عليه.

### نقل عاصمة المارثا إلى جينجي
أدرك وزراء الملك راجارام أن مغول الهند سيهاجمون العاصمة فيشالغاد، وأقنعوه أن يغادر العاصمة إلى مدينة جينجي التي استولى عليها الملك خلال غزواته الجنوبية، وأصبحت العاصمة الجديدة لإمبراطورية مارثا. سافر راجارام جنوباً تحت حراسة خاندو بالال ورجاله، أغضب هروب راجارام الناجح الإمبراطور أورنكزيب، فاحتفظ بمعظم قواته في ولاية ماهاراشترا، وأرسل حملة صغيرة لملاحقة راجارام، لكن هذه القوة مغول الهند الصغيرة دُمرت بهجوم شنَّه اثنان من جنرالات المارثا: سانتاجي غوربادي وداناجي جادهاف، ثم انضمت قوات المارثا هذه إلى رامشاندرا بافاديكار في ديكان وأعادات تنظيم صفوفها من جديد بعد الهزائم المتتالية التي كانت قد تعرضت لها.
اتبع جنرالات المارثا إستراتيجية جديدة في أواخر عام 1691. كان أورنكزيب قد استولى على أربعة حصون كبرى في سهيادرايس، وأرسل ذو الفقار خان لإخضاع قلعة جينجي في الجنوب. شن سانتاجي وداناجي هجمات في الشرق لإبقاء بقية قوات مغول الهند منتشرة هناك، وهاجم الآخرون سلسلة من الحصون جنوب ولاية ماهاراشترا وشمال ولاية كارناتاكا لتقسيم الأراضي التي سيطر عليها مغول الهند إلى منطقتين، ما شكَّل تحدياً كبيراً للمغول في الحفاظ على إمدادات الجيوش، ومنعت قوات مارثا البحرية الجديدة التي أنشأها شيفاجي الإمدادت البحرية لقوات مغول الهند في الجنوب.

### سقوط جينجي (يناير 1698)
أدرك أورنكزيب أخيراً أنَّ الحرب التي بدأها كانت أصعب مما كان يعتقد، فقرر إعادة تجميع قواته والتخطيط لاستراتيجية جديدة، وأرسل تهديداً لجنراله ذو الفقار خان بتجريده من جميع ألقابه إذا لم يسيطر على جينجي. شدد ذو الفقار خان الحصار، لكن الملك راجارام هرب من المدينة باتجاه منطقة ديكان. تولى ابن هاراجي ماهاديك الدفاع عن جينجي واستمرَّ في المقاومة لفترة طويلة في مواجهة ذو الفقار خان وداود خان حتى سقطت المدينة أخيراً في يناير 1698. أعطى هذا الحصار الطويل متسعاً من الوقت للملك راجارام للعودة إلى عاصمته القديمة فيشالغاد. سيطر مغول الهند على جينجي أخيراً لكنهم تكبدوا خسائر فادحة خلال سبع سنوات من الحصار الذي استنفد موارد الإمبراطورية وخزائنها.
شهدت مملكة الماراثا تطورات هامة في هذه الفترة، فقد برز القائد داناجي بعد وفاة نراجي، وفي النهاية تمكَّن من قتل منافسه القائد سانتاجي ليصبح القائد الوحيد لجيوش مارثا، شجَّعت هذه الأخبار سلطان مغول الهند أورنكزيب وقواته على مواصلة القتال. ولكن جيش مغول الهند لم يعد بحلول ذلك الوقت نفس الجيش القوي الذي بدء الحرب، وقرَّر الإمبراطور أورنكزيب الاستمرار في الحرب رغم معارضة العديد من جنرالاته ذوي الخبرة.

### إعادة توحيد قوات مارثا
توحدت قوات مارثا من جديد وبدأت الهجوم المضاد. عيّن الملك راجارام داناجي جادهاف قائداً عاماً للجيش، وقُسم الجيش إلى ثلاث فرق برئاسة جادهاف وبارشورام تيمباك وشانكار نارايان. هزم  جادهاف قوة مغولية كبيرة بالقرب من باندهابور، وهزم نارايان سارجي خان، واستولى خاندراو دابهادي أحد جنرالات جادهاف على باغلان وناشيك، بينما حقق نيماجي شيندي أحد جنرالات نارايان انتصاراً ساحقاً في ناندوربار.
غضب أورنكزيب من هذه الهزائم، وقام بشنِّ هجوم مضاد بنفسه، وفرض حصاراً على بانهالا وهاجم قلعة ساتارا. دافع براياجي برابهو أحد جنرالات مارثا المخضرمين عن ساتارا لمدة ستة أشهر، لكنه استسلم في النهاية في أبريل عام 1700 قبل بداية الرياح الموسمية مباشرة. أحبط ذلك خطة أورنكزيب لاحتلال أكبر عدد ممكن من الحصون قبل بداية الرياح الموسمية.